# Nicolás Gutiérrez Contreras
Nicolás Enrique Alberto Gutiérrez Contreras (Chile, 28 de enero de 2000) es un futbolista chileno. Juega de mediocampista o delantero y su equipo actual es Santiago City de la Segunda División de Chile.

## Trayectoria
Producto de las divisiones inferiores de Palestino, formó parte del plantel que logró la 2018. En 2020, fue cedido por dos años a Lautaro de Buin. Tras volver a inicios de 2022 al conjunto tetracolor, fue dejado en libertad, firmando como agente libre por El Toqui.

## Selección nacional

### Selecciones menores
Representó a Chile a nivel sub-15 en el Sudamericano de 2015, y sub-17, en el Sudamericano de 2017.

#### Participaciones en Sudamericanos
| Competencia                 | Sede     | Resultado    |
| --------------------------- | -------- | ------------ |
| Sudamericano Sub-15 de 2015 | Colombia | Primera Fase |
| Sudamericano Sub-17 de 2017 | Chile    | Subcampeón   |

## Estadísticas
| Club                    | Div.       | Temporada  | Liga  | Liga  | Copas nacionales | Copas nacionales | Torneos internacionales | Torneos internacionales | Total | Total |
| Club                    | Div.       | Temporada  | Part. | Goles | Part.            | Goles            | Part.                   | Goles                   | Part. | Goles |
| ----------------------- | ---------- | ---------- | ----- | ----- | ---------------- | ---------------- | ----------------------- | ----------------------- | ----- | ----- |
| Palestino · Chile       | 1ª         | 2018       | 1     | 0     | 1                | 0                | —                       | —                       | 2     | 0     |
| Palestino · Chile       | 1ª         | 2019       | 1     | 0     | —                | —                | —                       | —                       | 1     | 0     |
| Palestino · Chile       | Total club | Total club | 2     | 0     | 1                | 0                | 0                       | 0                       | 3     | 0     |
| Lautaro de Buin · Chile | 3ª         |            |       |       |                  |                  |                         |                         |       |       |
| Lautaro de Buin · Chile | 3ª         | 2020       | 10    | 1     | —                | —                | —                       | —                       | 10    | 1     |
| Lautaro de Buin · Chile | 3ª         | 2021       | 19    | 4     | 1                | 0                | —                       | —                       | 20    | 4     |
| Lautaro de Buin · Chile | 3ª         | 2022       | 9     | 1     | 1                | 0                | —                       | —                       | 10    | 1     |
| Lautaro de Buin · Chile | Total club | Total club | 38    | 6     | 2                | 0                | 0                       | 0                       | 40    | 6     |
| Total club              | Total club | Total club | 40    | 6     | 3                | 0                | 0                       | 0                       | 43    | 6     |
| 1. 2.                   |            |            |       |       |                  |                  |                         |                         |       |       |

## Palmarés

### Títulos nacionales
| Título     | Equipo    | País  | Año  |
| ---------- | --------- | ----- | ---- |
| Copa Chile | Palestino | Chile | 2018 |